# Begattung

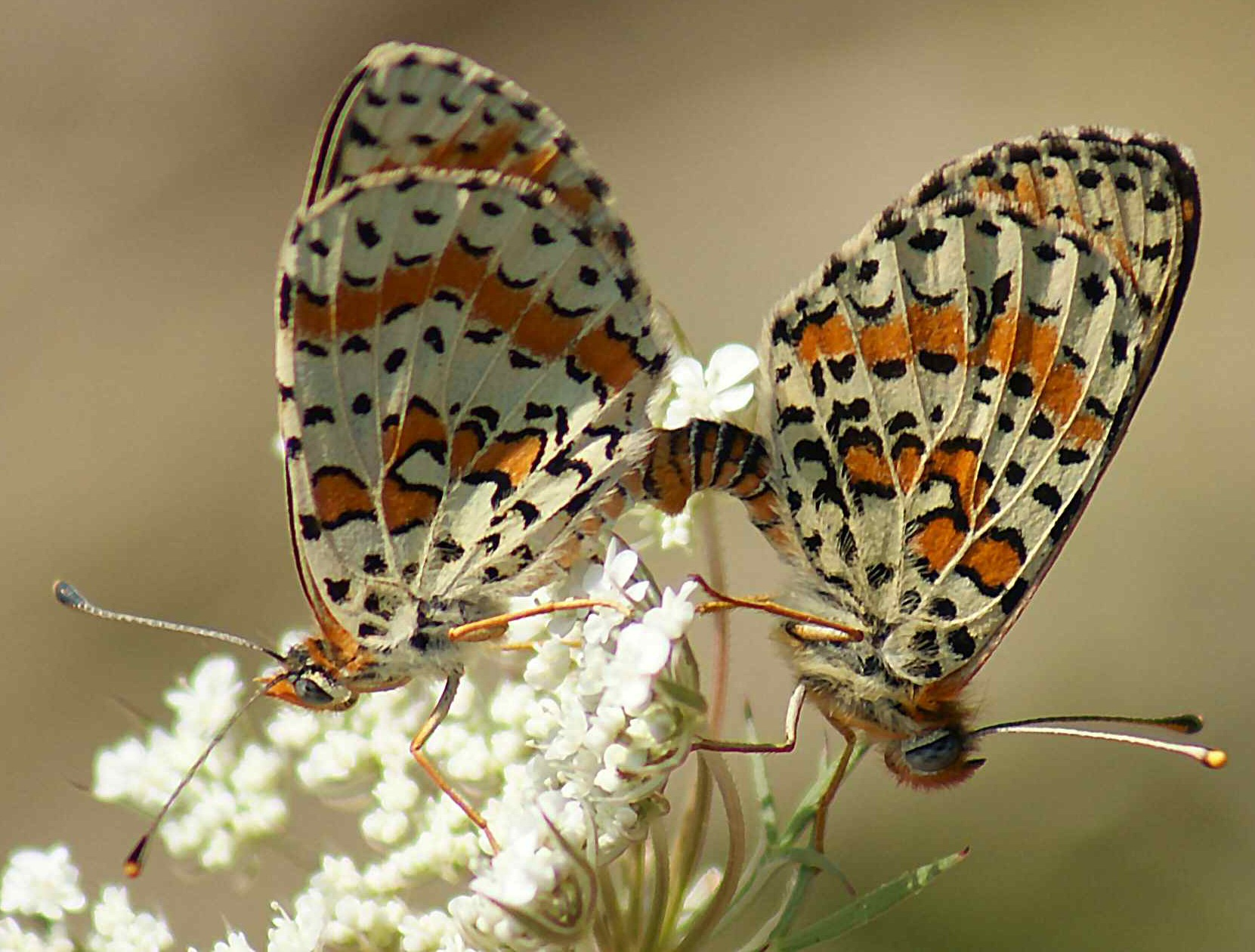
Schmetterlinge bei der Begattung

Begattung, Kopulation, Kopula oder Paarung bezeichnet die geschlechtliche Vereinigung eines männlichen und eines weiblichen Menschen oder Tieres, die zur Befruchtung und somit zur Fortpflanzung führen kann. Die Begattung beim Menschen wird üblicherweise Beischlaf oder Geschlechtsverkehr (im engeren Sinne) oder Vaginalverkehr genannt. In der Tierzucht heißt der Vorgang Decken.

## Kopulation

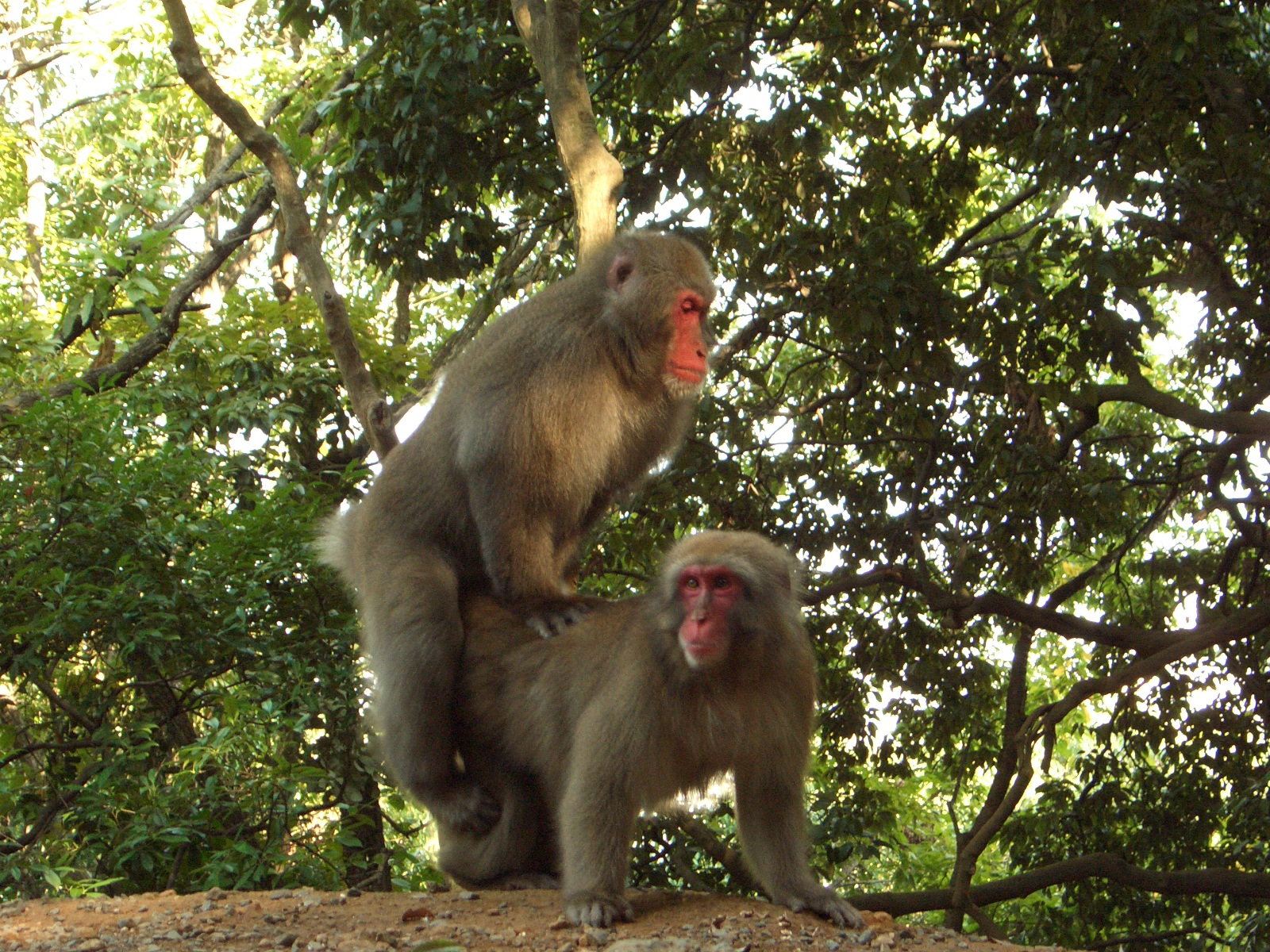
Schneeaffen (Macaca fuscata) bei der Paarung (Kopulation)

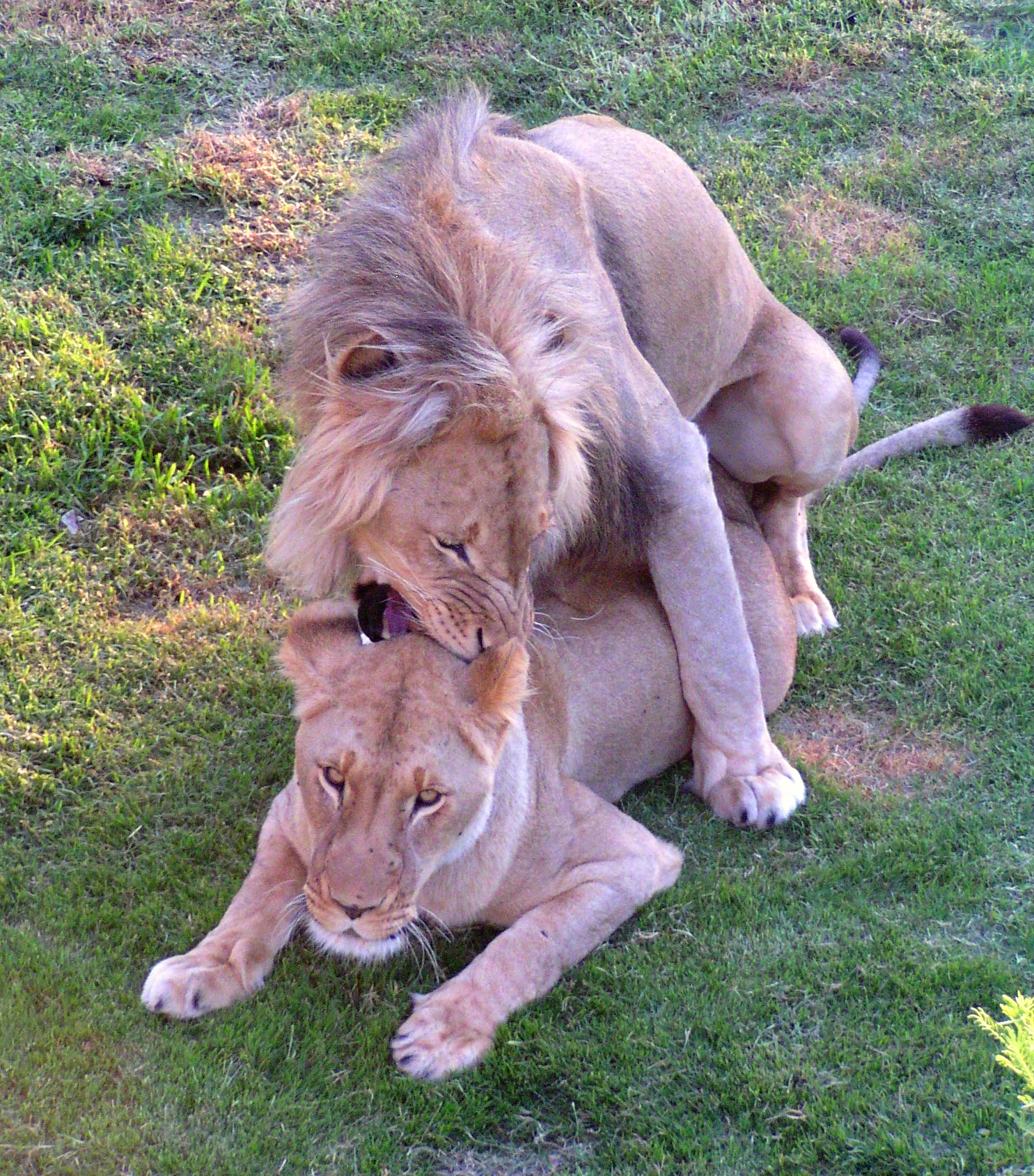
Löwen bei der Kopulation

Die Kopulation ist der Paarungsakt. Dabei werden vom männlichen Individuum Spermien ins Innere des weiblichen Individuums eingebracht, wo sie eine oder mehrere Eizellen befruchten (innere Befruchtung). Wenn die Befruchtung der Eizellen außerhalb des Körpers stattfindet wie z. B. bei vielen Fischarten (Lebendgebärende Fische ausgenommen), spricht man nicht von Begattung, sondern vom Laichakt. Zur Begattung kommt es durch Instinkt, Sexualtrieb und entsprechende Auslöser wie Balzverhalten und Duftsignale des weiblichen Tieres (siehe dazu auch Pheromone und Brunft).

## Wirbeltiere

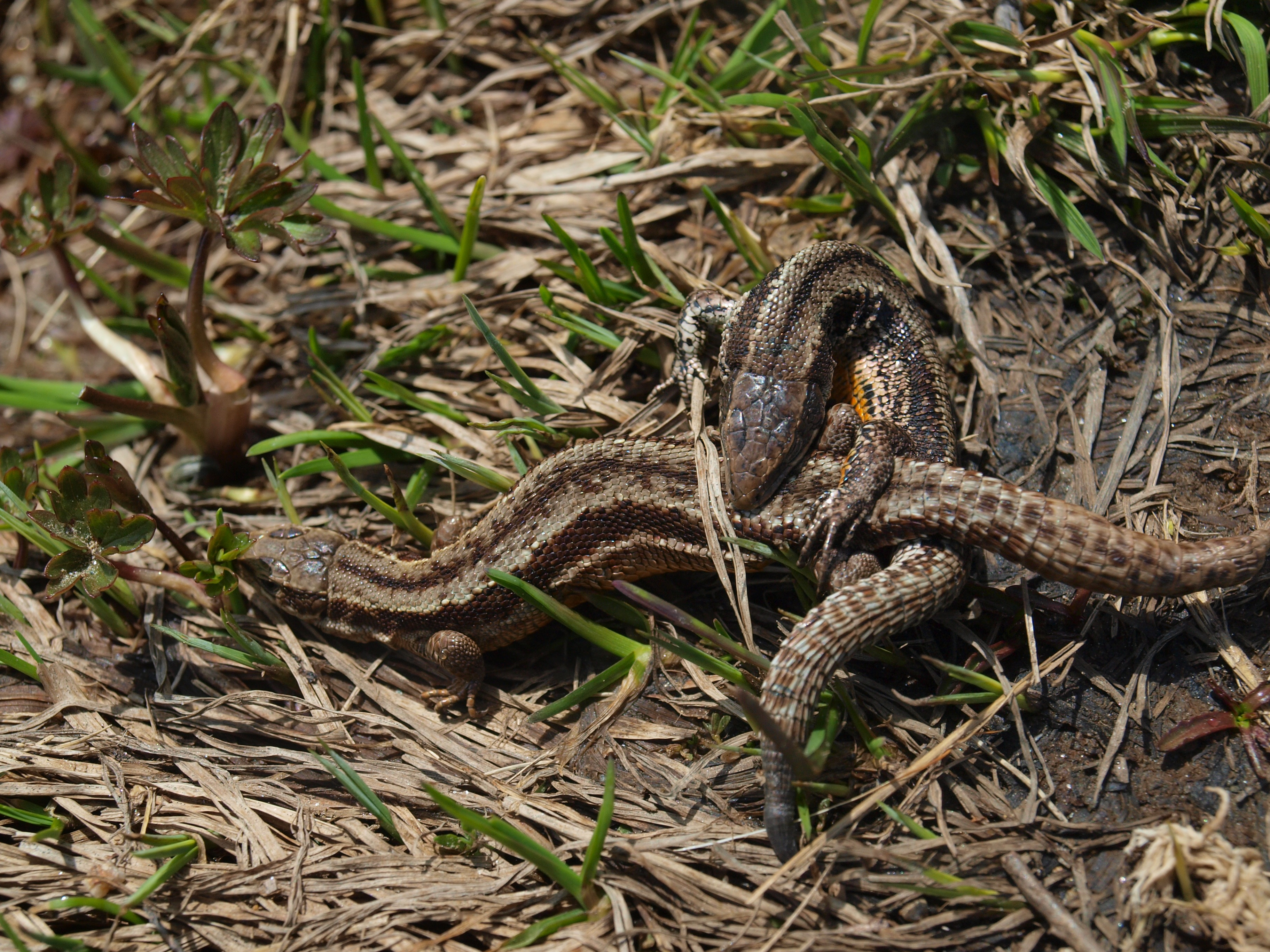
Eidechsen-Paarung (Simplon 2015)

Bei den meisten Wirbeltierarten ist die Begattung an Paarungszeiten gebunden. Viele Wirbeltiere zeigen ein mehr oder weniger ausgeprägtes Balzverhalten zur Vorbereitung einer einvernehmlichen sexuellen Paarung; dies ist Teil des Paarungsverhaltens. Viele Arten zeigen eine längere Paarbildung, bleiben also mit ihrem Sexualpartner längerfristig verbunden.

Unter höheren Tieren verbreitet ist das Aufreiten (auch: Bespringen) des Männchens auf das Weibchen. Einige Primaten einschließlich des Menschen, sowie Wale und manche andere Säugetierarten üben eine ventro-ventrale (Bauch an Bauch) Kopulation aus. Beobachtet wurde dieses im Tierreich sonst seltene Paarungsverhalten am häufigsten bei den Bonobos meist in Gefangenschaft sowie erst 2008 bei Flachlandgorillas in freier Wildbahn.

## Reproduktionsmedizin
Alternativ zum Natursprung gibt es die Möglichkeit der künstlichen Besamung. Dabei werden vom männlichen Tier durch künstliche Stimulation gewonnene Spermien mit medizinischen Instrumenten in den Genitaltrakt des Weibchens eingebracht. Wenn eine künstliche Besamung nicht erfolgversprechend scheint, gibt es die Möglichkeit der künstlichen Befruchtung (In-vitro-Fertilisation).